# Karavana
Karavana (perz.: kārvān =  zaštita trgovine, posla) je veća grupa trgovaca ili drugih putnika, koji se poradi uzajamne zaštite, kreću zajedno u dugim kolonama već ustaljenim karavanskim putovima, napose u područjima kroz prednju- i srednju Aziju i sjevernu Afriku. Karavane su se još očuvale kod nomadskih berberskih plemena Sjeverne Afrike, kojima je sol glavni predmet trgovine. Sa sobom su karavane nekada znale voditi i po 1.000 ili više deva. Vođa karavane naziva se kārvān-sālār ili kārvān-kaš, a uz putove su se nalazila svratišta tj. karavan-saraji gdje bi se trgovci i putnici mogli osvježiti, prenoćiti i usput štogod prodati ili kupiti.
Trgovačka karavana: U takvim karavanama su se udruživali trgovci koji su se najčešće bavili robnom razmjenom. Voditelj karavane nazivao se karavan-baši. Jedna od najvažnijih karavanskih ruta bio je put tamjana s juga Arabije do Sredozemlja. Još i danas se formiraju karavane za prijenos soli u Nigeru od oaze Bilma do najbližih naseljenih mjesta.
Hodočasničke karavane su služile za zaštitu hodočasnika na njihovom putovanju prema svetim mjestima (npr. Meka, Medina, Karbala) na "hadžiluk". Najpoznatije takve karavane kretale su iz Kaira i Damaska.